# Абатак
Абата́к (от хак. аба — медведь, тағ — гора) — высшая точка Центрального (Абатакского) хребта, расположенного на территории заповедника «Столбы». Самая высокая точка в окрестностях города Красноярска. Высота 803 метра над уровнем моря и 664 метра над урезом реки Енисей.
Абатакский хребет, вытянутый к югу дугой, простирается на 16 км с запада на восток через центральные районы заповедника «Столбы». Средняя часть хребта представлена обширными, плоскими, сильно заболоченными плато. Средние высоты — 600—700 метров. Гора Абатак расположена на восточной оконечности хребта, расчленённой узкими долинами рек с крутыми склонами. Геологически сложена из розово-серого сиенита.